# Yudai Konishi
Yudai Konishi (小西 雄大 Konishi Yūdai?, Tokushima, 18 de abril de 1998) es un futbolista japonés que juega como centrocampista en el Kashiwa Reysol.

## Trayectoria

### Clubes
| Club               | País  | Año       |
| ------------------ | ----- | --------- |
| Gamba Osaka sub-23 | Japón | 2016      |
| Tokushima Vortis   | Japón | 2017-2021 |
| Montedio Yamagata  | Japón | 2022-2025 |
| Kashiwa Reysol     | Japón | 2025-     |